# Zorocrates yolo
Zorocrates yolo is een spinnensoort uit de familie Zoropsidae. De soort komt voor in Mexico. 